# 陈文杰 (摄影师)

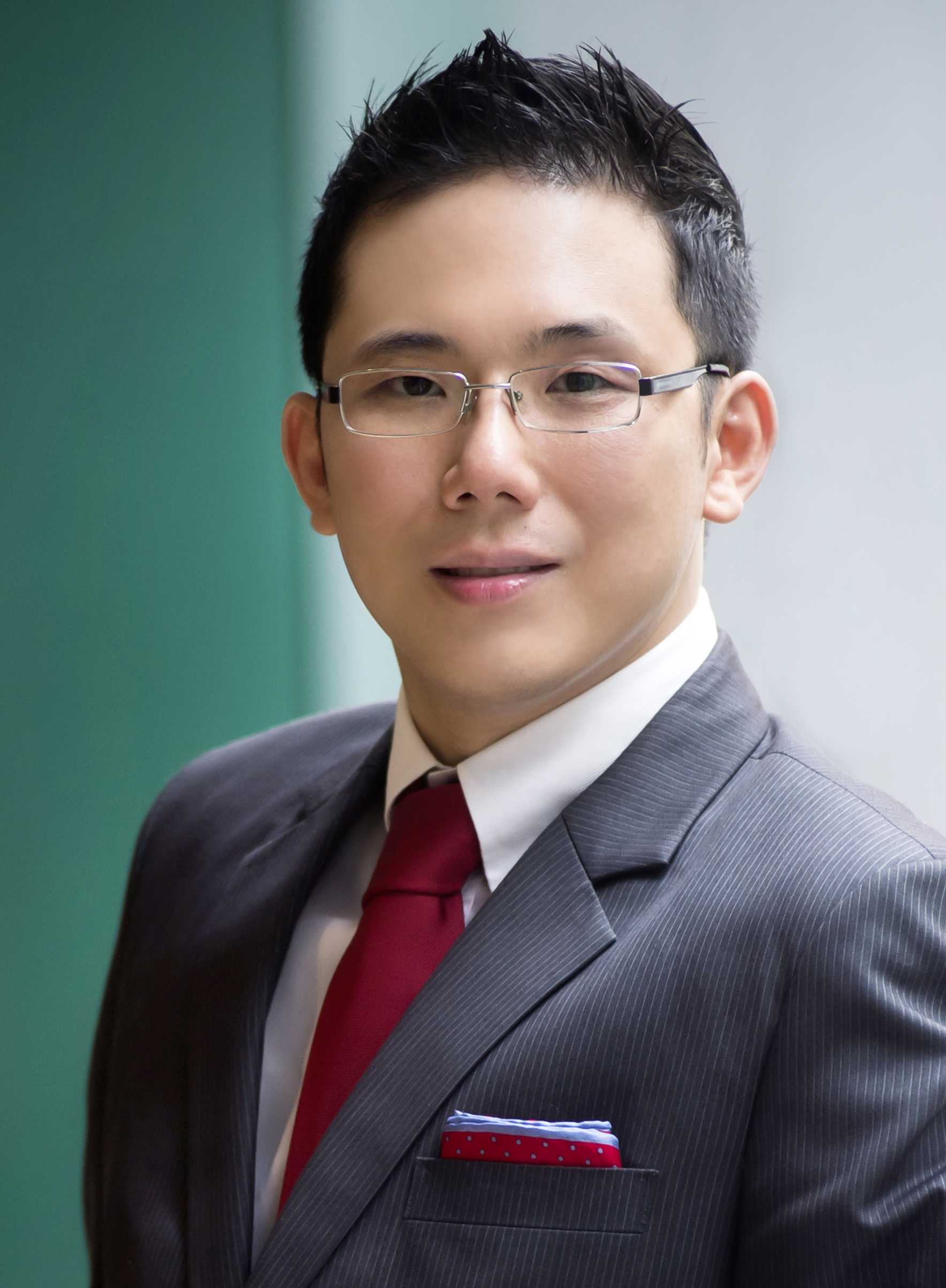
2013年的陈文杰

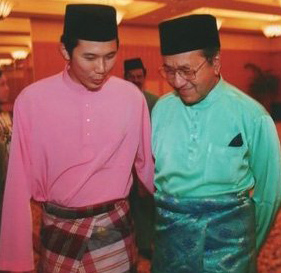
2012年1月6日陈文杰与马来西亚前首相马哈迪·莫哈末会面

陈文杰（1978年1月15日—），生于吉隆坡，马来西亚摄影师。曾被马来西亚媒体Malaysia Tatler评选为“在亚洲必须认识的100个人”。

## 活动
2010年，陈文杰与马来西亚著名导演雅丝敏·阿莫一起在吉隆坡TED大会演讲。